# Tamás Darnyi
Tamás Darnyi (* 3. června 1967, Budapešť) je bývalý maďarský plavec. Je považován za jednoho z nejlepších plavců historie v polohovém závodě. 

## Sportovní kariéra
Specializoval se na polohové závody a na obou distancích (200 i 400 metrů) v letech 1985 až 1993 dominoval. Již jako náctiletý talent měl šanci bojovat o medaili na olympijských hrách v Los Angeles 1984, ale kvůli bojkotu socialistických zemí se her nemohl účastnit. Následující rok na mistrovství Evropy oba polohové závody vyhrál a zlaté medaile získával na olympiádě v roce 1988 i 1992, mistrovství světa 1986 i 1991 a evropských šampionátech 1987, 1989 a 1993. Za svou kariéru, kterou ukončil v roce 1993, vylepšil v obou polohových disciplínách třikrát světový rekord.

## Mimořádné výkony a ocenění
- trojnásobný světový rekordman na 200 i 400 m polohový závod
- nejlepší světový plavec roku 1987, 1991
- evropský plavec roku 1987, 1988, 1991
- nejlepší maďarský sportovec roku 1986, 1987, 1988, 1990, 1992

## Osobní rekordy
- 200 m polohový závod: 1:59,36 (1991, Perth)
- 400 m polohový závod: 4:12.36 (1991, Perth)